# Christian Wilhelm Rask Licht
Christian Wilhelm Rask Licht (født 17. december 1843 i København, død 28. september 1902 i hjemmet på Filippavej 5, Frederiksberg) var en dansk murermester.
Løste borgerskab som murer i København den 7. januar 1875. Grundlagde firmaet C. Licht i 1875. Licht blev en af de vigtigste murermestre for større arbejder omkring århundredeskiftet i København. Blandt de vigtigste nybyggerier kan nævnes:
- 1882: 23 huse i Eckersbergsgade i København (Kartoffelrækkerne).
- 1883: 20 huse i Skovgaardsgade i København (Kartoffelrækkerne).
- 1884: 19 huse i Høyensgade i København (Kartoffelrækkerne).
- 1885: Villaen Philippavej 5 på Frederiksberg, som han byggede til sig selv.
- 1886: 33 huse i Freundsgade og Jerichausgade i København (Kartoffelrækkerne).
- 1887: 22 huse i Ernst Meyersgade i København (Kartoffelrækkerne).
- 1888: Hellig Kors Kirken på Nørrebro i København
- 1891: 42 huse i Weysegade, Kildevældsgade og Landskronagade i København (byggeforeningshusene i Komponistkvarteret).
- 1894: Videnskabernes Selskabs Bygning på H. C. Andersens Boulevard i København.
- 1894: Forhuset med tilhørende tårn på Københavns Rådhus.
- 1896: Egebæksvang Kirke i Espergærde.
- 1900: 36 huse ved Remisevej i Valby.
- 1901: Statens Seruminstitut, Amager, København.[5]

Derudover forestod han en lang række restaureringer af historiske bygninger, med særlig omhu for at respektere tidligere tiders byggemetoder og materialer. Kronen på dette værk var restaureringen af Gurre Slotsruin i Nordsjælland, et arbejde han stadig var i gang med ved sin død.
Om Licht skrev arkitekt Martin Nyrop (med hvem Licht havde samarbejdet om flere byggerier, bl.a. Københavns Rådhus) i sin nekrolog i "Architekten": "Murermester Licht stod ubestridt i første Række mellem Danmarks Haandværkere, og selv om der med større eller mindre ret klages over, at Tidens Travlhed og andre Aarsager nu til Dags ødelægger det gammeldags, trofaste Haandværksarbejde, så kan det dog paa den anden Side med fuld Ret paastaas, at det aldrig er udført smukkere og bedre end af vor Tids Elitehaandværkere".